# 使徒行者2：諜影行動
《使徒行者2：諜影行動》（英語：Line Walker 2: Invisible Spy）是一部2019年香港警匪懸疑動作電影，由張家輝、古天樂、吳鎮宇及姜珮瑶領銜主演，並由蔡潔、馬德鐘、袁偉豪及陳山聰聯合主演。該片延续以「卧底」為主題，集结使徒行者電影原班人马，讲述铁三角“寻找卧底真身”的故事。電影由劉偉強監製，文偉鴻執導，錢嘉樂為動作導演，2019年1月开機拍摄，中国大陆於2019年8月7日上映。
電影劇组亦遠赴缅甸、西班牙多地取景拍摄進行實景拍攝。
此片是《使徒行者系列》電影版第二部，雖主演陣容仍是電影使徒行者三人组，但將呈現全新的故事及人物設定。而電影版第一部女主角佘詩曼無法繼續參與並在第二部改由姜珮瑤的新角色演出。

## 劇情
一份暗网解锁的黑警信息，令警界陷入前所未有的恐慌。为保护证据，督察程滔（張家輝飾）陷入危机，其师父叶志帆（吳鎮宇飾）与兄弟井进贤（古天樂飾）亦因此交恶。警界内部敌友难分。随着调查深入，一个多年来隐于幕后的恐怖组织渐渐浮出水面，以及一段儿时尘封的回忆引出隐藏着的惊天秘密。

## 分級
| 國家/地區 | 分級  |
| 香港      | IIA級 |
| 澳門      | C組   |

## 演員表

### 主要角色
| 演員                       | 角色   | 暱稱／關係 |
| 張家輝                     | 程 滔  | 香港警察刑事情報科總督察 協助警務處處長駱達年調查恐怖分子 葉志帆之徒弟 在缅甸办案时为井进贤牺牲并失踪 为调查硬盘假装死亡 后绑架井進賢和姚可儀以找出答案，后得知井的真实身份實際為其童年好友奀仔，而程則為井的童年好友阿Dee 喜歡玩魔術方塊 最终在西班牙与井進賢拉着Demon一起在一頭鬥牛面前同歸於盡                                        |
| 古天樂                     | 井進賢 | 香港警察刑事及保安處保安部警司，實為黑警，但本性不坏 被人從小接受特工訓練 Emma之丈夫 井晴之父親 葉志帆之徒弟 多年前在菲律賓被绑架 實際为程的童年好友奀仔，而程則為井的童年好友阿Dee 早已知道程滔是其兒時好友，但曾被董先生恐嚇若果背叛組織便會殺害井所關心的人，因此沒有與程滔相認 最终在西班牙与程滔一起拉着Demon在一頭鬥牛面前同歸於盡 |
| 吳鎮宇                     | 葉志帆 | 香港警察刑事情報科警司 程滔、井進賢之師父 后在長沙灣熟食市場与集团的手下枪战时为井挡子弹被Demon射杀 |
| 姜珮瑶 （粵語配音：王慧珠) | 姚可儀 | 獨立記者，真正身份为美國國家安全局特工 黑客，追查其被虜走的妹妹下落而偵查到大型販運人口集團的資料因此被追殺 將董先生集团的資料系统鎖死並只能用其眼睛虹幕去解鎖 被集團追殺時本可以逃走，但為了協助程滔追查董先生發動的恐襲位置而留守車內，最终在西班牙被集团射杀身亡                                                                      |
| 蔡 潔                      | Emma   | 井進賢之亡妻 井晴之亡母 五年前被董先生杀害 |
| 馬德鐘                     | 骆达年 | 香港警務處處長 成立IFF(Invisible Frontline Force)，地下調查恐怖組織，不屬於政府部門 葉志帆、程滔、井進賢之上司 |
| 袁偉豪                     | John   | 警察 井進賢之下屬 在槍戰時被殺手射殺 |
| 陳山聰                     | 梁SIR  | IFF（隱形戰線部隊）主管 |

### 其他角色
| 演員                        | 角色   | 暱稱／關係 |
| 王君馨                      | Phobe  | 刑事情报科探員 葉志帆之下屬 |
| 張寶兒                      |        | 程滔之下屬 姚可儀之替身 |
| 歐瑞偉                      | 繆國能 | 上市公司主席，在香港发起恐怖袭击冲撞人群后撞上小巴，后自杀身亡 |
| 鄭啟泰                      | 王警官 | 助理警务处长（刑事） |
| 黃祥興                      | 趙警官 | 刑事及保安處處長 |
| 徐 榮                       |        | 刑事情报科探員 葉志帆之下屬 |
| 李忠希                      |        | 刑事情报科探員 葉志帆之下屬 |
| 關宛珊                      |        | 刑事情报科探員 葉志帆之下屬 |
| 江嘉敏                      |        | 刑事情报科探員 葉志帆之下屬 |
| 盧勁成                      |        | 刑事情报科探員 葉志帆之下屬 |
| 黎穎珊                      |        | 刑事情报科探員 葉志帆之下屬 |
| 劉榮鏗                      |        | 刑事情报科探員 葉志帆之下屬 |
| 盧鎮峰                      |        | 刑事情报科探員 葉志帆之下屬 |
| 羅恒勝                      |        | 刑事情报科探員 葉志帆之下屬 |
| 石永康                      |        | 刑事情报科探員 葉志帆之下屬 |
| 葉揚堃                      |        | 刑事情报科探員 葉志帆之下屬 |
| 陳卓華                      |        | 刑事情报科探員 葉志帆之下屬 |
| 林偉强                      |        | 刑事情报科探員 葉志帆之下屬 |
| 梁斯程                      |        | 刑事情报科探員 葉志帆之下屬 |
| 吳文舜                      |        | 刑事情报科探員 葉志帆之下屬 |
| 關偉健                      |        | 刑事情报科探員 葉志帆之下屬 |
| 余樂文                      |        | 刑事情报科探員 葉志帆之下屬 |
| 林 偉                       | 鍾警官 | 刑事情报科总警司 |
| 吳瑞庭                      | 楊警官 | 保安部總警司 |
| 黎振燁                      |        | 保安部隊員 |
| 袁鎮業                      |        | 保安部隊員 |
| 梁浩楷                      |        | 保安部隊員 |
| 黃瑞琦                      | Amy    | 隱形戰線部隊隊員 |
| 林秀怡                      |        | 隱形戰線部隊隊員 |
| 林零源                      |        | 隱形戰線部隊隊員 |
| 杜 港                       |        | 隱形戰線部隊隊員 |
| 莫凱偉                      |        | 隱形戰線部隊隊員 |
| 迪 奇                       |        | 隱形戰線部隊隊員 |
| 莊志偉                      |        | 隱形戰線部隊隊員 |
| 陸文衛                      |        | 隱形戰線部隊隊員 |
| 孫忠德                      |        | 隱形戰線部隊隊員 |
| 張智行                      |        | 隱形戰線部隊隊員 |
| 黃銳生                      |        | 隱形戰線部隊隊員 |
| 張立峯                      |        | 隱形戰線部隊隊員 |
| 陳俊峰                      |        | 隱形戰線部隊隊員 |
| 湯頌天                      |        | 隱形戰線部隊隊員 |
| 張文傑                      |        | 恐怖份子 |
| 杜曜宇                      |        | 恐怖份子 |
| 廖宇斌                      |        | 恐怖份子 |
| 馮泳然                      |        | 恐怖份子 |
| 謝志豪                      |        | 恐怖份子 |
| 莊文康                      |        | 恐怖份子 |
| 羅志星                      |        | 恐怖份子 |
| 朱天奇                      |        | 恐怖份子 |
| Kuashyn Maksym              |        | 恐怖份子 |
| Pohaleski Fell Patrcia      |        | 恐怖份子 |
| Bain Adam James             |        | 恐怖份子 |
| Grisko Aleksei              |        | 恐怖份子 |
| Power Mike John             |        | 恐怖份子 |
| Peagu Alexandru             |        | 恐怖份子 |
| Joel                        |        | 恐怖份子 |
| Thomas Vincent Caserto      |        | 恐怖份子 |
| Wood David Johnson          |        | 恐怖份子 |
| Laftta Semiquaver           |        | 恐怖份子 |
| Korani Kanchan Raneshkumar  |        | 恐怖份子 |
| Mckenley Acton              |        | 恐怖份子 |
| Lenian                      |        | 恐怖份子 |
| 張亦馳 （粵語配音：敖嘉年） | Demon  | 冷血殺手 在長沙灣熟食市場槍殺葉志帆 最終在西班牙被程滔、井進賢拉到一頭鬥牛面前被撞死                                                                                   |
| 劉宇寧 （粵語配音：吳業坤） | Bill   | 姚可儀之助手 在緬甸被殺死 |
| 黃志忠 （粵語配音：陳展鵬） | 董先生 | 恐怖组织兼大型販運人口集團首领 五年前殺死井進賢妻子Emma，及曾試圖殺害當時仍為嬰兒的井晴，並以晴的性命來威脅井進賢為其辦事 最终在香港被警察射伤，后被碎裂的屏幕割喉身亡 |
| 韓毓霞                      |        | 行政長官 |
| 衛志豪                      |        | 人質 |
| 阮 兒                       | 保姆   | 真正身份為董先生派在井進賢身邊監視父女二人。協助綁走井晴，最後被警方射殺                                                                                               |
| 吳紫韻                      |        | Emma之助理 |
| 歐彩唯                      | 井晴   | 井進賢及Emma之女兒 被董先生綁架，在片尾被警察救出 |

## 發行
根據香港電影分級制度，《使徒行者2》被列為IIA級(兒童不宜)。

### 評價
电影版的《使徒行者2》，一方面传承了港式卧底片的“谁是卧底”的类型叙事元素，另一方面，也即影片的后半部分，则更像是欧美《谍影重重》系列、《碟中谍》系列式的特工片，谁是卧底让位于英雄人物如何在世界各地义无反顾地解除恐怖袭击危机。将类型片“去到尽”，也试图努力融入新鲜元素。只是有时过于拘泥传统又会折射出局限性。

### 票房
中國大陸七夕当天上映，首映票房1.7亿，上映三天票房接近3亿元人民幣，最终累计7.07亿元。
马来西亚上映5天票房突破了220万令吉。10天票房衝破了380萬令吉。
香港上映15日票房收842萬港元，最终成绩1047万元。

## 獎項及提名
| 年份 | 颁奖典礼                    | 奖项               | 姓名                                   | 结果 |
| ---- | --------------------------- | ------------------ | -------------------------------------- | ---- |
| 2020 | 第3屆最港電影大獎           | 我最喜愛港片       | 《使徒行者2：諜影行動》                | 提名 |
| 2020 | 第39屆香港電影金像獎        | 最佳動作設計       | 錢嘉樂、錢家班、黃偉輝、鄧瑞華、吳海堂 | 提名 |
| 2020 | 第39屆香港電影金像獎        | 最佳視覺效果       | 譚啟昆、吳家龍、鍾家豪、楊起超         | 提名 |
| 2020 | 第39屆香港電影金像獎        | 新晉導演           | 文偉鴻                                 | 提名 |
| 2020 | 第3屆MOVIE6全民票選電影大獎 | 全民票選最佳新導演 | 文偉鴻                                 | 提名 |

## 軼事
此電影原名為《使徒行者：諜影行動》，後來為免與同期拍攝的劇集《使徒行者3》混淆，於開播前在「使徒行者」後加上2，即《使徒行者2:諜影行動》，之前亦有傳媒混淆兩者。

## 外部連結
- WMOOV電影上《使徒行者2：諜影行動 （页面存档备份，存于）》的資料（中文）
- Yahoo奇摩電影上《使徒行者2：諜影行動》的資料（繁體中文）
- 開眼電影網上《使徒行者2：諜影行動》的資料（繁體中文）
- 使徒行者2：諜影行動的Facebook專頁
- 香港影庫上《使徒行者2：諜影行動》的資料（繁體中文）
- 豆瓣电影上《使徒行者2：諜影行動》的資料 （简体中文）
- 时光网上《使徒行者2：諜影行動》的資料（简体中文）
- 互联网电影数据库（IMDb）上《使徒行者2：諜影行動》的资料（英文）

## 電視節目的變遷
| 香港無綫電視翡翠台 星期六 20:30－22:30 時段 | 香港無綫電視翡翠台 星期六 20:30－22:30 時段 | 香港無綫電視翡翠台 星期六 20:30－22:30 時段 |
| ------------------------------------------- | ------------------------------------------- | ------------------------------------------- |
|                                             | 使徒行者2：諜影行動 （2022年1月15日）       |                                             |
| 慈善星輝仁濟夜 （2022年1月8日）             | 賭城風雲III （2022年1月22日）               |                                             |